# Radegast index
Radegast index je statistika v Extralize ledního hokeje, která sleduje individuální statistiky hráče v ledním hokeji, na jejíchž základě je vyměřena. 
Jedná se o výpočet ze tří parametrů, kterými jsou plusový či minusový bod podle přítomnosti hráče při vstřelených nebo inkasovaných gólech svého týmu. Dále je ceněn jedním bodem "hit" na soupeře a taktéž jedním bodem je ceněna každá zablokovaná střela z hokejek soupeře. Vítěz takto vyměřené statistiky je vyhlašován každý měsíc v období základní části a následující měsíc má právo nosit zelenou helmu jako znamení nejlepšího bojovníka. Celkový vítěz získá na Galavečeru Hokejisty sezóny Kamennou helmu. Tato metrika je sponzorována pivovarem Radegast.